# Топка Бельпера

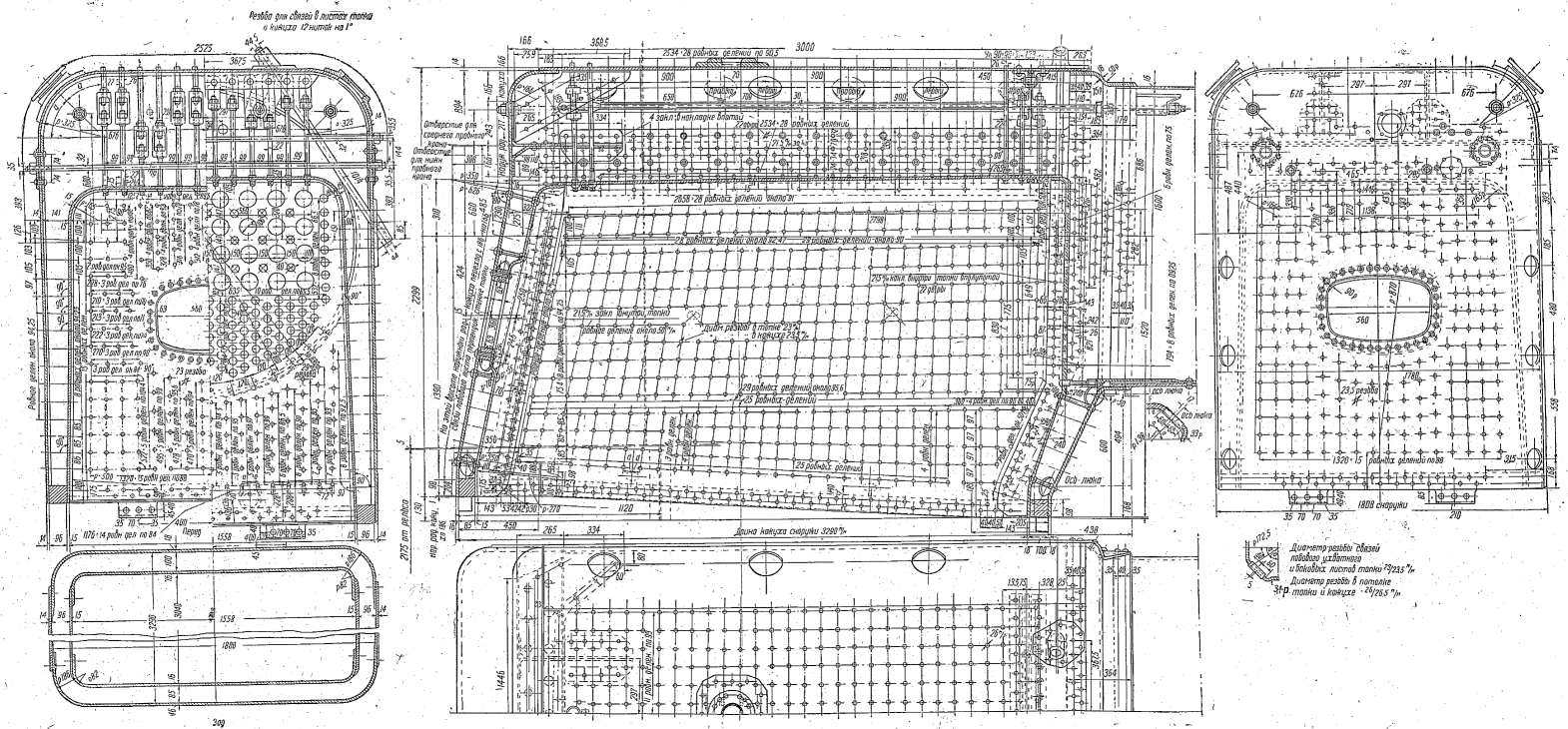
Топка Бельпера паровоза серии С^{у}

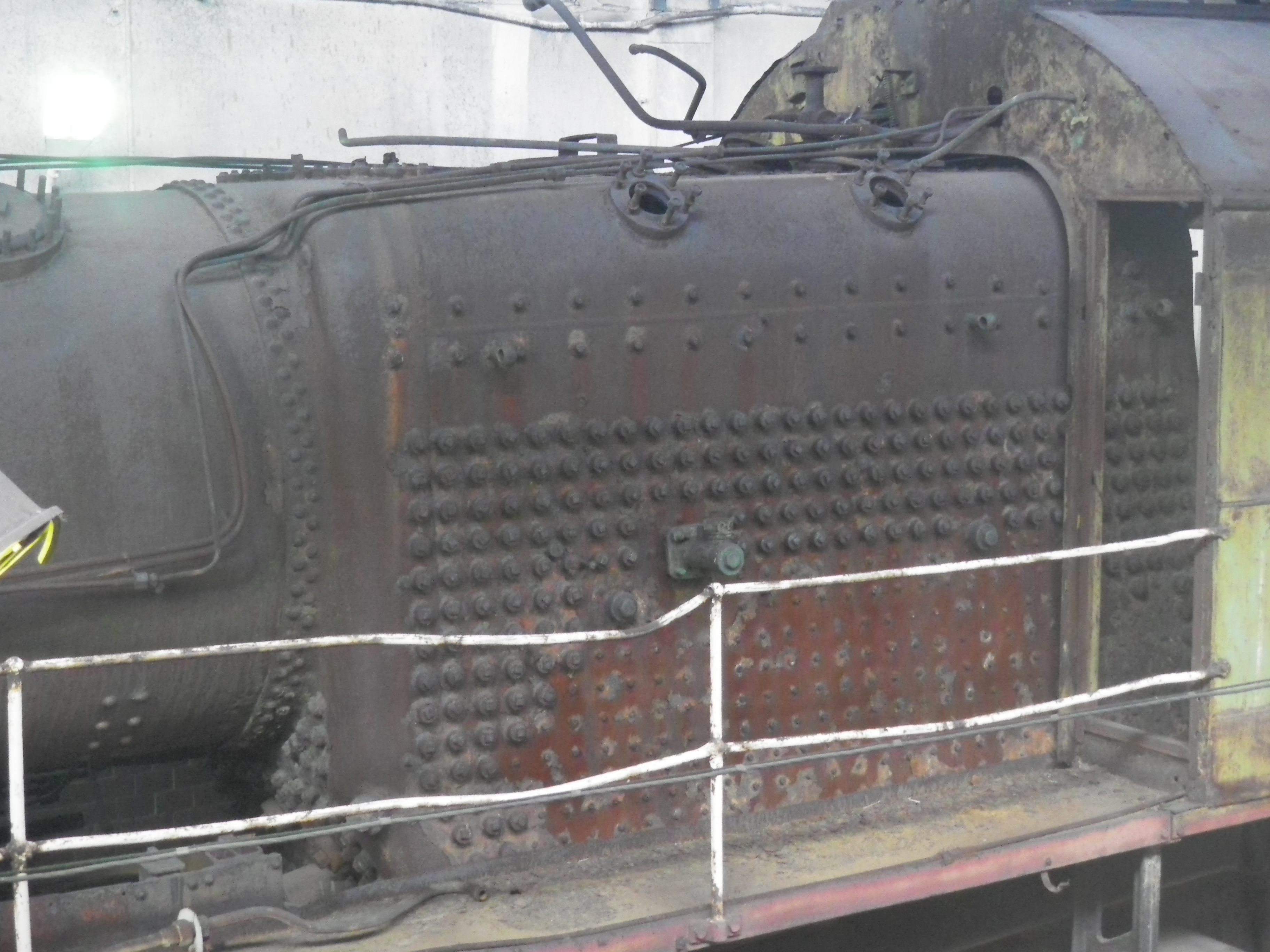
Внешний вид топки Бельпера со снятой обшивкой и теплоизоляцией (паровоз С^{у} 250-74, СПб, август 2010)

То́пка Бельпе́ра — тип паровозной топки с плоскими потолками топочного кожуха и огневой коробки. Топка предложена бельгийским инженером Альфредом Жюлем Бельпером в 1860 году.
Бельперу, для того чтобы улучшить отопление паровозов низкосортным топливом, было необходимо разместить в котле огневую коробку значительно больше, чем у широко распространённых паровозных котлов с топками Крамптона, не увеличивая при этом общие габариты котла.

## Оценка конструкции
Конструкция топки Бельпера в целом оказалась удачной. Увеличение размеров огневой коробки, помимо улучшения сжигания топлива, дало возможность разместить в котле большее число дымогарных труб, увеличивая поверхности как лучистого, так и конвективного теплообмена. Кроме того, прямоугольная форма топочного кожуха с плоским потолком дала топкам Бельпера значительно большую площадь зеркала испарения над потолком огневой коробки, чем в топках Крамптона. Также эта площадь остаётся неизменной независимо от уровня воды в котле. Поскольку топка в паровозном котле является областью наиболее интенсивного парообразования, постольку большая площадь зеркала испарения над ней делает парообразование более спокойным, что способствует уменьшению влажности пара. Вертикальные (или лишь слегка наклонные) боковые стенки кожуха в надтопочной части не затрудняют выход пузырьков пара, образующихся у боковых стенок огневой коробки.
Топки Бельпера имеют и существенные недостатки. Чтобы плоские листы не выпучивало котловым давлением, необходима установка дополнительных контрфорсов, продольных и наклонных тяжей, а также поперечных сквозных тяжей (как правило, в топках данного типа их установлено два ряда), скрепляющих кожух в надтопочной части. Перечисленные элементы достаточно массивны и значительно увеличивают вес топки, что делает топки Бельпера малопригодными для мощных паровозов с крупногабаритными котлами. У топок Бельпера несколько более сложное соединение с цилиндрической частью котла из-за наличия так называемого смычного листа в верхней передней части. Также существуют некоторые трудности с промывкой котла от накипи — надтопочные тяжи несколько затрудняют очистку потолка огневой коробки.

## Применение
Наиболее широкое распространение топки Бельпера получили в паровозостроении Бельгии, Великобритании, Российской империи и СССР. В российском и советском паровозостроении они наиболее широко применялись в 1900-е - 1920-е годы.
Применение топки Бельпера является оптимальным решением в том случае, когда от котла при относительно небольших его габаритах требуется достижение возможно большего объёма парового пространства и минимальной влажности пара, а также при отоплении дровами и длиннопламенными углями, требующими для качественного сгорания достаточно большого объёма топки.
Несмотря на перечисленные недостатки топок Бельпера, их очевидные преимущества были по достоинству оценены многими инженерами-конструкторами паровозов. В частности, явным приверженцем топок именно этого типа был создатель паровоза серии Э и других локомотивов В.И. Лопушинский. Топки с плоскими потолками применялись на таких сериях русских паровозов, как Б, Г, М, Лп, С, СУ, У, Ш, Щ, Э всех индексов, Ѳ (фита). Топка Бельпера была применена также на мощном узкоколейном паровозе типа 157, что для паровозов узкой колеи является исключительной редкостью.
С 1930-х годов в советском паровозостроении наметилась тенденция к резкому увеличению мощности локомотивов, что неизбежно влекло за собой увеличение габаритов паровозных котлов. Топка Бельпера в этом случае была бы чрезмерно тяжёлой и громоздкой. По этой причине на вновь проектируемых советских паровозах топки с плоскими потолками отныне и в дальнейшем не применялись (здесь советские конструкторы перенимали американский опыт мощного паровозостроения). Топками Бельпера продолжали оснащаться лишь ранее спроектированные паровозы, строительство которых продолжалось наряду с машинами новых серий.
Из российских и советских паровозов, оснащённых топками Бельпера, до нашего времени сохранились локомотивы Э всех индексов, С (в единственном экземпляре, № 68 постройки Невского завода, 1913 г.), У (в единственном экземпляре, №127) и СУ. Многие из них находятся в рабочем состоянии.